# Zapasy na Igrzyskach Boliwaryjskich 2005
Turniej w ramach Igrzysk – Armenia-Pereira 2005.

## Tabela medalowa
Gospodarz zawodów został zaznaczony kolorem.
| Poz.  | Państwo   |    |    |    | Łącznie |
| ----- | --------- | -- | -- | -- | ------- |
| 1.    | Wenezuela | 13 | 4  | 3  | 20      |
| 2.    | Kolumbia  | 4  | 13 | 3  | 20      |
| 3.    | Peru      | 3  | 3  | 4  | 10      |
| 4.    | Ekwador   | 0  | 0  | 9  | 9       |
| 5.    | Boliwia   | 0  | 0  | 1  | 1       |
| Razem | Razem     | 20 | 20 | 20 | 60      |

## Wyniki

### W stylu klasycznym
| Waga   | złoty          | srebrny           | brązowy        |
| ------ | -------------- | ----------------- | -------------- |
| 55 kg  | Julio Muñoz    | Paul Sobrado      | Jorge Cardozo  |
| 60 kg  | Luis Liendo    | Ricardo Delgado   | Gustavo Mero   |
| 66 kg  | Julio Cuenú    | Endrix Arteaga    | Andy Cubas     |
| 74 kg  | José Escobar   | Sixto Barrera     | Raúl Pérez     |
| 84 kg  | Jean Ramírez   | Cristian Mosquera | José Landázuri |
| 96 kg  | Luis Talavera  | Jarlis Mosquera   | Juan Alquinga  |
| 120 kg | Sergio Primera | Danis Rentería    | Jhon Castillo  |

### W stylu wolnym
| Waga   | złoty           | srebrny            | brązowy          |
| ------ | --------------- | ------------------ | ---------------- |
| 55 kg  | Fredy Serrano   | Tomás Solórzano    | Luis Lazo        |
| 60 kg  | José Paico      | Cristian Roberti   | Luis Cortés      |
| 66 kg  | Ricardo Roberty | Edison Hurtado     | Andy Cubas       |
| 74 kg  | David Cubas     | Wilson Medina      | Juan Álvarez     |
| 84 kg  | Rosmel Gil      | Rodrigo Piedrahita | Sixto Barrera    |
| 96 kg  | Luis Vivenes    | Arnulfo Hernández  | Kieber Santillan |
| 120 kg | Yonsy Sánchez   | Alberto Montoya    | Jhon Castillo    |

### W stylu wolnym kobiet
| Waga  | złoty           | srebrny                 | brązowy            |
| ----- | --------------- | ----------------------- | ------------------ |
| 48 kg | Mayelis Caripá  | Maryuri Valencia Cortés | Jenny Barrera      |
| 51 kg | Jenny Mallqui   | Mirna Henríquez         | Ana Betancour      |
| 55 kg | Marcia Andrades | Sandra Roa              | Mirla Quispe       |
| 59 kg | Yoselin Rojas   | Janet Sobero            | Jackeline Rentería |
| 63 kg | Jaclin Fuentes  | Sandra Amado            | Jessica García     |
| 67 kg | Jaramit Weffer  | Carmen Narváez          | Tamara Angulo      |